# My Love
„My Love“ je pjesma američkog pjevača i tekstopisca Džastina Timberlejka sa njegovog drugog studijskog albuma, „FutureSex/LoveSounds“ (2006). Izdata je 24. oktobra 2006. od strane Džajv rekordsa kao drugi singl sa albuma. U pjesmi koju su napisali i producirali Timberlejk, Timbalend i Nejt Hils pojavljuje se i reper Ti-Aj.
Timberlejk je otkrio da mu je bilo potrebno dosta vremena da završi pjesmu. Prema njegovim riječima, „My Love“ je skroman pristup ljubavi kao takvoj nego li braku. U ovoj pjesmi sporog tempa korišćeni su sintesajzeri, perkusije, bitboks i stakato zvukovi. Timberlejk je opisao kao rok-tehno baladom. „My Love“ je pozitivno ocijenjena od strane muzičkih kritičara iako neki nisu bili zadovoljni Timberlejkom po pitanju teksta i melodije.
Singl je ušao među prvih deset na većini top-lista zauzevši prvo mjesto na nekoliko „Bilbordovih“ lista poput „Bilbord hot 100“, „Pop 100“ i „Digitalni singlovi“. „My Love“ je postao Timberlejkov drugi uzastopni broj jedan singl na „Bilbordu hot 100“. U Ujedinjenom Kraljevstvu je zauzimao drugo mjesto čime je postao četvrti Timberlejkov singl kome je to pošlo za rukom. Na Novom Zelandu je bio broj jedan pet uzastopnih nedelja postavši pjevačev drugi broj jedan singl.
„My Love“ je nazivana od strane različitih medija kao najbolja pjesma 2006. Mnogi su isticali njenu sličnost sa Timberlejkovom pjesmom iz 2002, „Cry Me a River“. Osvojila je Gremi nagradu za najbolju saradnju između pjevača i repera 2007. „My Love“ je takođe donijela Timberlejku nagradu za najboljeg muškog izvođača godine i najbolju koreografiju u spotu na dodjeli MTV video muzičkih nagrada 2007.